# Acqua (rete televisiva)
Acqua è stato un canale televisivo italiano tematico, edito da Giglio Group, che proponeva un palinsesto incentrato sul mondo della vela e della nautica.  La rete era disponibile sulla piattaforma digitale terrestre al canale 65.
Le trasmissioni sul mondo della vela e della nautica negli ultimi periodi sono state drasticamente ridotte e il palinsesto era composto perlopiù di televendite.

## Storia
Dal 1º luglio al 30 settembre 2013 l'emittente ha trasmesso tutte le sere dalle ore 20:00 alle ore 2:00 il canale Nuvolari.
Dal 1º luglio 2014 l'emittente trasmette tutte le sere dalle 20:00 alle 7:00 il canale Yacht & Sail.
Dai primi mesi del 2016, dalle 21.00 all'1.00, viene trasmesso il contenitore 65 Sport curato dalla redazione di IMPRESSIONTV.
Dal lunedì al giovedì dalle 13.00 alle 14.00 viene trasmesso in diretta il contenitore 65 Attualità con il programma Detto da voi condotto da Caterina Collovati.
Dal mese di ottobre arrivano alcune produzioni del canale Italian Fishing Italy.
Il progetto 65 Sport termina a fine dicembre. Rimangono su Acqua alcuni programmi come Detto da voi e Calcissimo. Dal 12 febbraio 2018 è disponibile in tutta Italia nel mux TIMB 2. Il 21 marzo 2018 viene chiuso e sostituito da ibox65.

### Programmi che andavano in onda
- Calcissimo TV
- Detto da voi

## Conduttori
- Fulvio Collovati
- Riccardo Este
- Caterina Collovati